# Salvavidas de Hielo
Salvavidas de Hielo é o décimo primeiro álbum de estúdio do cantor e compositor uruguaio Jorge Drexler, lançado em 22 de setembro de 2017, pela Warner Music. Foi produzida por Carles Campón, colaborador frequente de Drexler, e conta com as participações da cantora chilena Mon Laferte e das cantoras mexicanas Julieta Venegas e Natalia Lafourcade, esta última na faixa-título.
No Grammy Latino de 2018, o álbum foi indicado aos prêmios de Álbum do Ano, Melhor Álbum de Engenharia e ganhou como Melhor Álbum de Cantor e Compositor, enquanto a música "Telefonía" ganhou como Canção do Ano e Gravação do Ano. O álbum também foi indicado para Melhor Álbum de Rock Latino, Urbano ou Alternativo no Grammy Awards de 2018.

## Faixas
All tracks were produced by Carles Campón.
| Salvavidas de Hielo |                                                  |                |         |  |
| N.º                 | Título                                           | Produtor(es)   | Duração |  |
| 1.                  | "Movimiento"                                     |                | 3:51    |  |
| 2.                  | "Telefonía"                                      |                | 3:04    |  |
| 3.                  | "Silencio"                                       |                | 3:27    |  |
| 4.                  | "Pongamos que hablo de Martinez"                 |                | 3:02    |  |
| 5.                  | "Estalactitas"                                   |                | 4:21    |  |
| 6.                  | "Asilo" (Part. Mon Laferte)                      |                | 3:03    |  |
| 7.                  | "Abracadabras" (Part. Julieta Venegas)           |                | 3:38    |  |
| 8.                  | "Mandato"                                        |                | 4:52    |  |
| 9.                  | "Despedir a los glaciares"                       |                | 3:37    |  |
| 10.                 | "Quimera"                                        |                | 3:38    |  |
| 11.                 | "Salvavidas de hielo" (Part. Natalia Lafourcade) |                | 3:29    |  |
| Duração total:      | Duração total:                                   | Duração total: | 40:07   |  |